# گوشت شکار

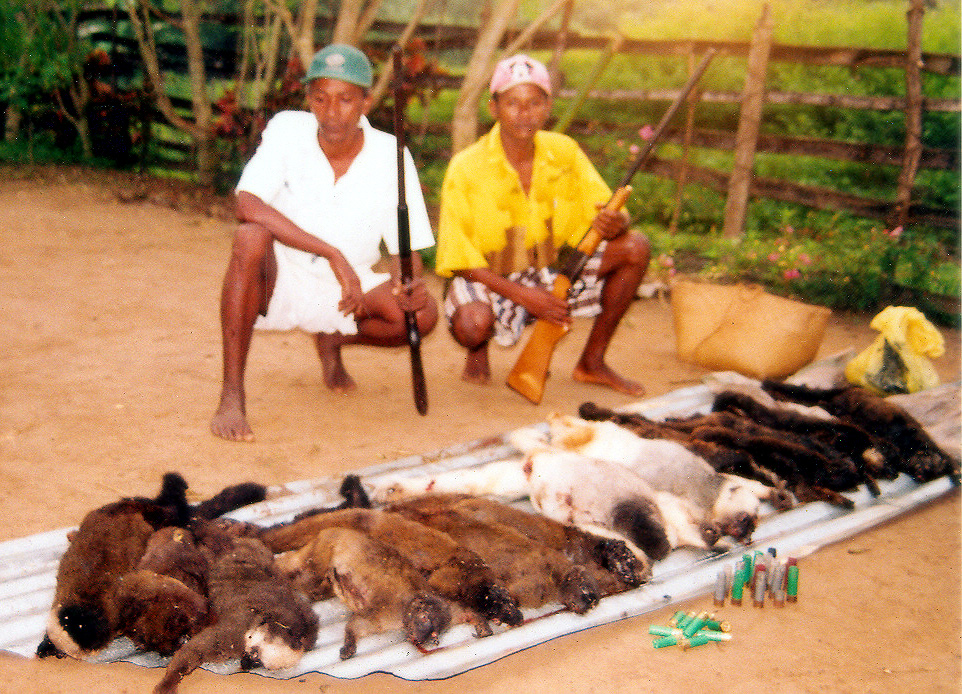
دو شکارچی گوشت شکار مالاگاسی با کیسه شکار خود

گوشت شکار (به انگلیسی: Bushmeat) گوشت گونه‌های حیات وحش است که برای مصرف انسان شکار می‌شوند. گوشت شکار یک منبع اولیه پروتئین جانوری و یک کالای پول نقد برای ساکنان مناطق جنگلی مرطوب استوایی در آفریقا، آمریکای لاتین و آسیا است. گوشت شکار یک منبع غذایی مهم برای افراد فقیر، به ویژه در مناطق روستایی است.
تصور می‌شد که تعداد جانورانی که در دهه ۱۹۹۰ در غرب و مرکز آفریقا به عنوان گوشت شکار کشتار شده بودند، غیرقابل تحمل بود. تا سال ۲۰۰۵، برداشت تجاری و تجارت گوشت شکار تهدیدی برای تنوع زیستی در نظر گرفته شد. تا سال ۲۰۱۶، ۳۰۱ پستاندار خشکی‌زی به دلیل گوشت شکار از جمله نخستی‌سانان، سم‌داران، خفاش‌ها، کیسه‌داران، جوندگان و گوشت‌خواران در کشورهای در حال توسعه در معرض خطر انقراض قرار گرفتند.
گوشت شکار فرصت بیشتری را برای انتقال چندین ویروس مشترک بین انسان و دام از میزبان جانوری به انسان فراهم می‌کند، مانند ویروس ابولا و اچ‌آی‌وی.

## گونه‌های حیات وحش آسیب‌دیده
در سراسر جهان، تخمین زده می‌شود که بیش از ۱۰۰۰ گونه جانوری تحت تأثیر گوشت شکار قرار می‌گیرند. شکارچیان گوشت شکار عمدتاً از تله‌های نگهدارنده پا برای گرفتن هر گونه حیات وحش استفاده می‌کنند، اما ترجیح می‌دهند که گونه‌های بزرگ را بکشند، زیرا این تله‌ها نسبت به گونه‌های کوچک مقدار بیشتری گوشت فراهم می‌کنند.
۳۰۱ گونه پستاندار تهدیدشده برای شکار گوشت شامل ۱۲۶ نخستی‌سان‍، ۶۵ زوج‌سم، ۲۷ خفاش، ۲۶ کیسه‌دار، ۲۱ جونده، ۱۲ گوشتخوار و همه گونه‌های پانگولین هستند.

## مدیریت
پیشنهادها برای کاهش یا توقف برداشت و تجارت گوشت شکار عبارتند از:
- افزایش دسترسی مصرف‌کنندگان به منابع جایگزین مقرون به صرفه و قابل اعتماد پروتئین جانوری مانند مرغ، دام‌های کوچک و ماهی‌های پرورشی که در سطح خانواده پرورش می‌یابند.
- واگذاری حقوق و اختیارات بر حیات وحش به جوامع محلی؛
- تقویت مدیریت مناطق حفاظت‌شده و اجرای قوانین حفاظت از حیات وحش.

## نگارخانه

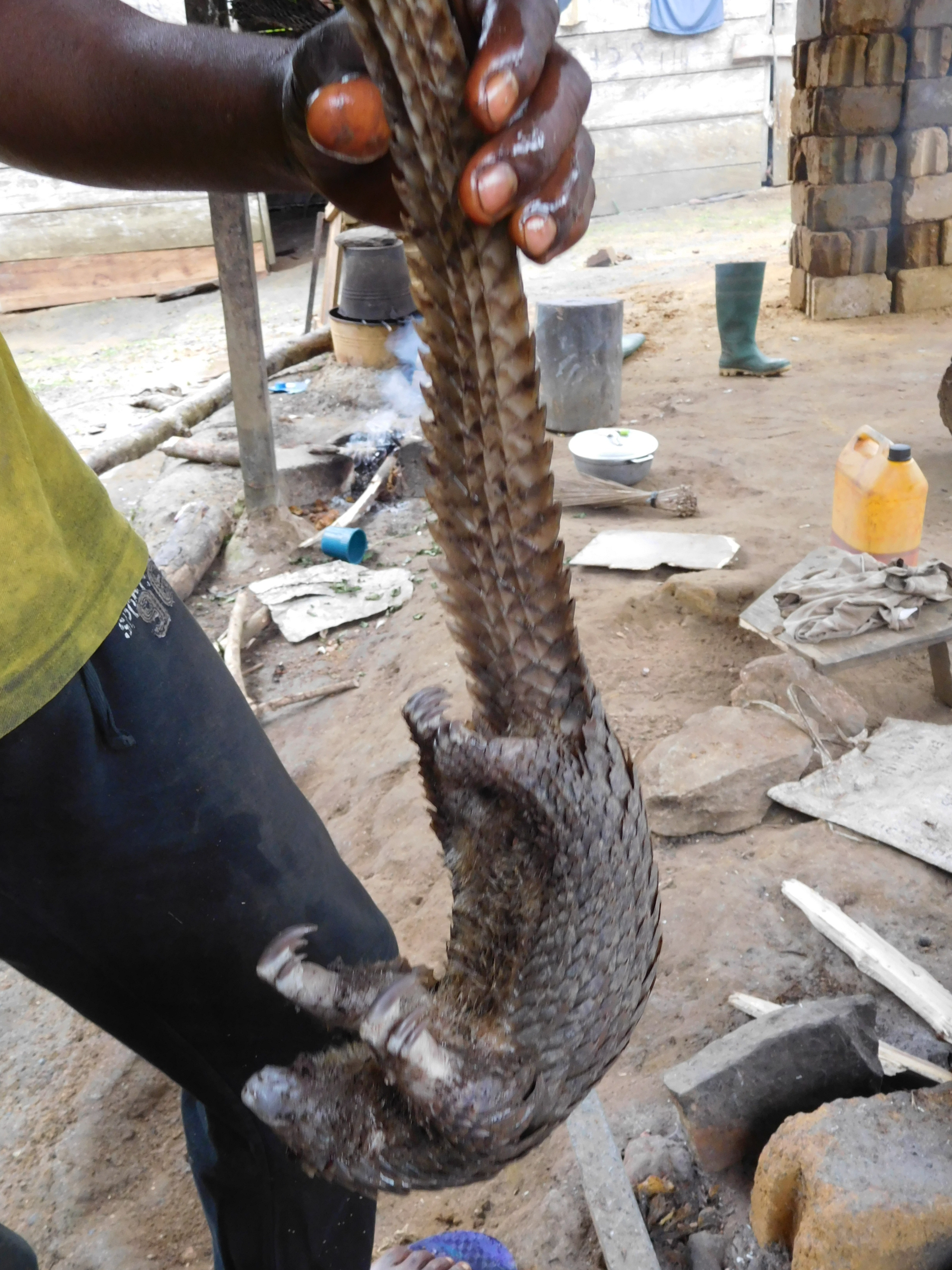
پانگولین در کامرون
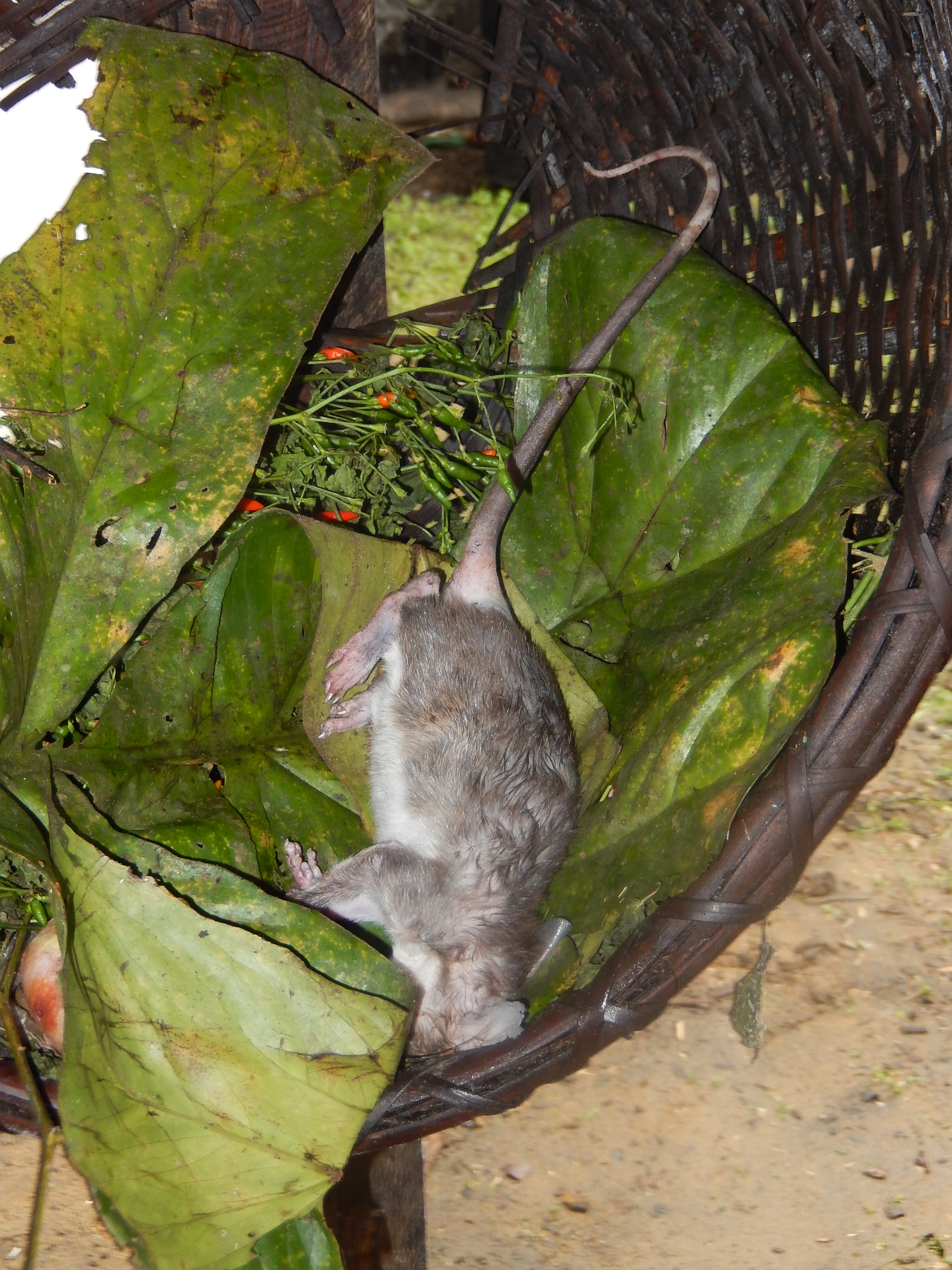
موش کیسه‌ای گامبیایی در کامرون
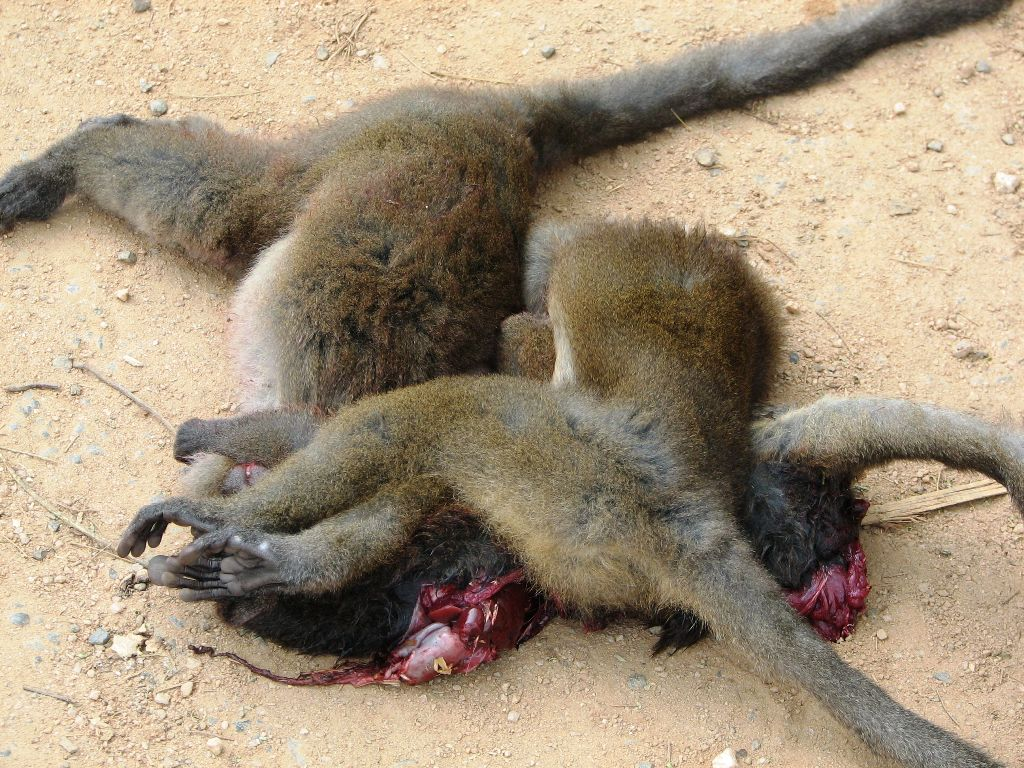
لمورهایی که در ماداگاسکار به خاطر گوشت شکار کشته شدند
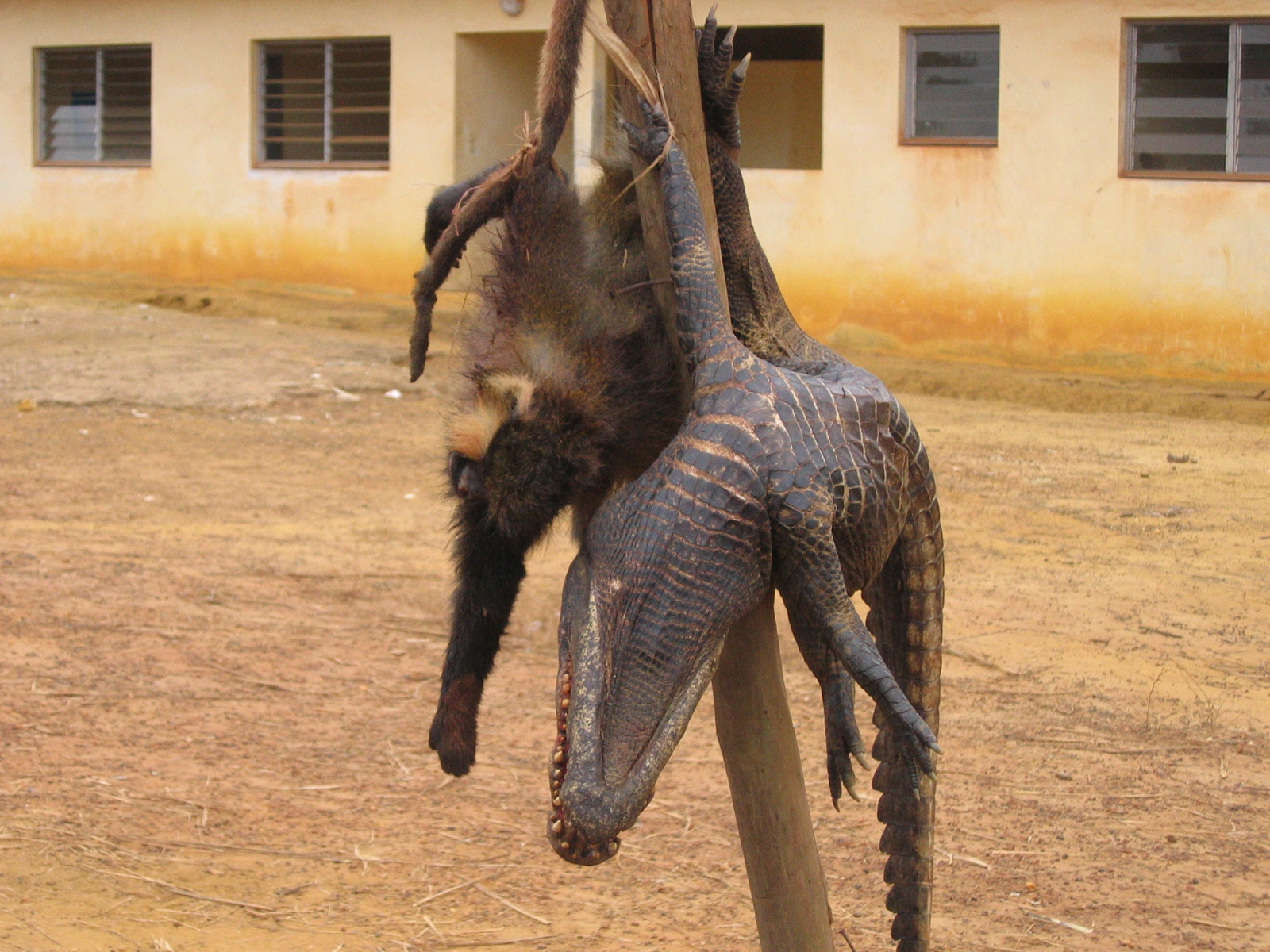
گوشت شکار در گابن
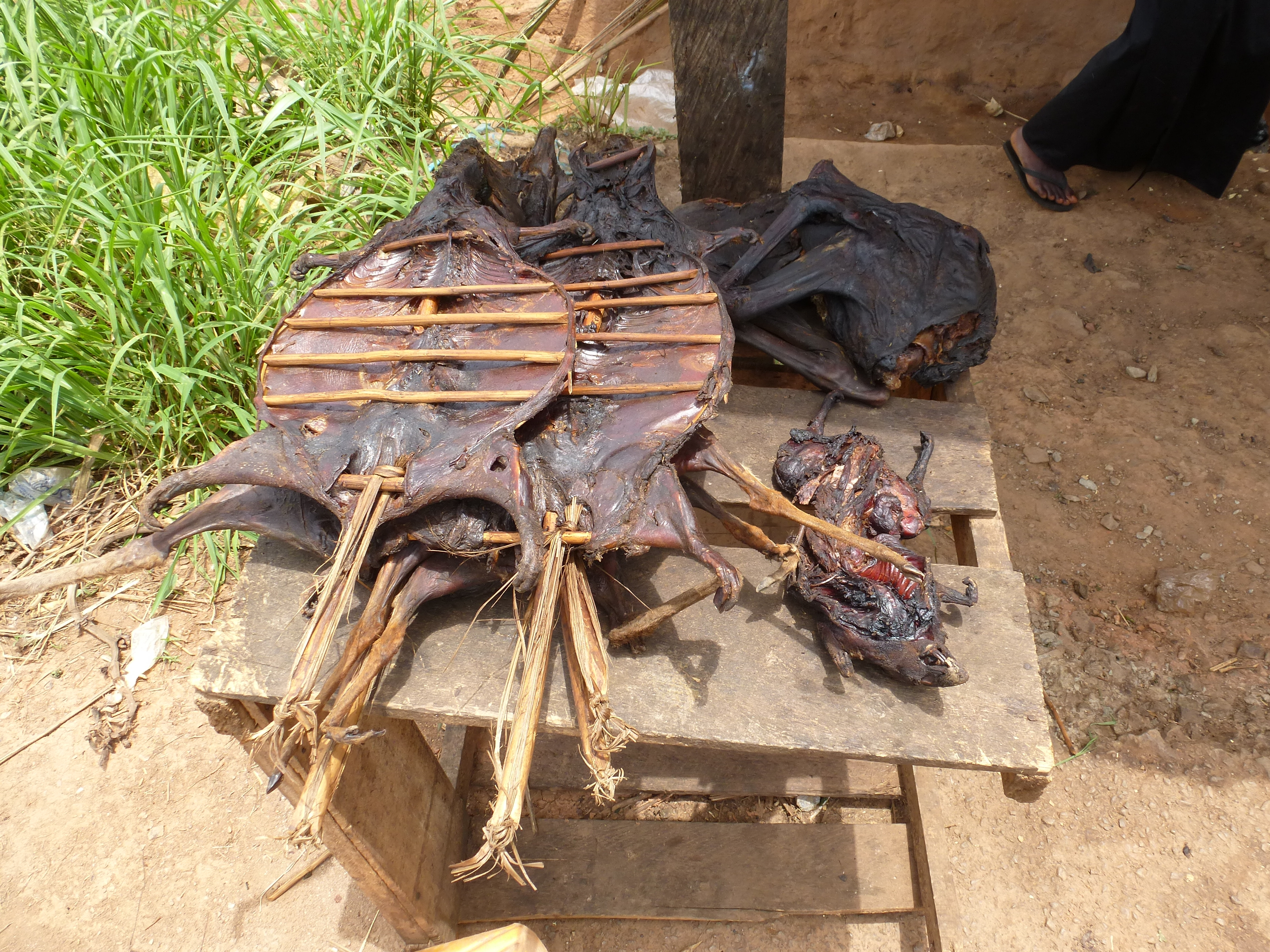
گوشت شکار دودی شده در غنا، ۲۰۱۳